# Studna osamění
Studna osamění je román anglické spisovatelky Radclyffe Hall. Kniha, jež poprvé vyšla roku 1928, je považována za jedno ze stěžejních děl lesbické literatury. Román, který je zčásti autobiografického charakteru, byl přeložen do jedenácti jazyků, v roce 1931 vyšel poprvé v češtině. Kniha ve své době vyvolala prudkou odezvu, pro údajnou obscénnost se jí také zabývaly soudy.

## Pozadí
Roku 1926 se Radclyffe Hall ocitla na vrcholu své tvorby. Její předchozí román o duchovním prozření italského vrchního Adam's Breed se stal bestsellerem. Již delší dobu plánovala dílo věnované tabuizovanému tématu homosexuality. Nyní si byla jistá, že si to vzhledem ke své pozitivní literární pověsti může dovolit. Také však brala na vědomí, že kniha může způsobit skandál a konec její kariéry spisovatelky. Pustila se do práce s cílem "ukončit veřejné mlčení a přinést více tolerance a porozumění". V dubnu 1928 sdělila svému editorovi, že přebírá za obsah veškerou odpovědnost a nedovolí, aby bylo jediné slovo změněno.

### Spiritualita
Hall v roce 1912 konvertovala ke katolicismu. Byla hluboce věřící katoličkou, ale zároveň se dostávala do konfliktu s církví kvůli některým svým spiritistickým názorům. Její náboženská víra se promítá v příběhu Studny osamění:
Hlavní hrdinka, Štěpa Gordonová se narodila o Štědrém večeru a získala křestní jméno podle svatého Štěpána, prvomučedníka. Když zjistila, že objekt její dětské lásky, služku Collinsku, bolí koleno, přála si za ni snášet všechnu bolest a trpět jako Ježíš na kříži. Dětská touha po mučednictví, inspirovaná Kristem, je předobrazem závěrečné oběti, kterou Štěpa vykoná z lásky a pro štěstí Máři. Kniha je zakončena modlitbou vyřčenou za všechny homosexuály. "Bože, my věříme, řekli jsme ti, že věříme... My jsme se tě nezřekli, povstaň tedy na naši ochranu. Přiznej se k nám, ó Bože, před celým světem. Dej i nám právo na život."

## Příběh
Hlavní hrdinka románu Štěpa Gordonová (v originále Stephen Gordon) se narodí koncem viktoriánské éry do zámožné rodiny žijící na venkově. Její sexuální orientace je patrná již od dětství, kdy je objektem její přízně služka Gordonových. Štěpa se v dospívání liší také tělesnou konstitucí (více se podobá chlapci, ráda sportuje a jezdí na koni, později také najde zálibu v mužském odívání) a vyrůstá bez přátelských vztahů s vrstevníky. Jejím důvěrníkem je její otec, Sir Filip, který dbá o dceřino vzdělání a podporuje ji v jejích zájmech. V osmnácti letech se Štěpa spřátelí s mladíkem Martinem Hallamem, když jí však mladý Kanaďan vyzná lásku, cítí se vyděšena a otřesena. O několik let později prožije románek s vdanou americkou herečkou Andělou Crossbyovou. Anděla se po čase začne Štěpě stranit a naváže vztah s mužem. Když to Štěpa zjistí, dostane Anděla strach z prozrazení a ukáže svému manželovi milostný dopis od Štěpy. Ten psaní přepošle Štěpině matce. Po této zradě a střetu s matkou Štěpy spolu se svou guvernantkou odjíždí do Londýna, kde napíše svůj první román, který se dočká vřelého přijetí. Druhá kniha má o poznání horší kvality, její přítel Jonathan Brockett proto Štěpě poradí, aby odjela hledat inspiraci do Paříže. Zde se Štěpa skrze Valérii Seymourovou poprvé dostává do komunity homosexuálů. Zakrátko vypuká první světová válka a Štěpa se zapojí do péče o zraněné. Za těchto okolností se seznámí s osiřelou Mářou (Mary) Llewellynovou, s níž naváže partnerský vztah. Po válce spolu obě ženy žijí v Paříži, setkávají se však s nepochopením většinové společnosti, s čímž se Mářa nedokáže vyrovnat. Zahořkne a začne po večerech popíjet v podnicích pro homosexuály.
Štěpu po dlouhých letech kontaktuje Martin Hallam, který také žije v Paříži. Časem se zamiluje do Máři. Štěpa, která je přesvědčena, že jakožto žena ji nemůže učinit dokonale šťastnou, neboť jejich vztah zůstane navždy stigmatizován, proto předstírá poměr s Valérii Seymourovou, aby dívku vehnala do Martinovy náruče a umožnila jí tak život, který většinová společnost považuje za důstojný.

## Rozhlasové zpracování
Román byl zpracován v Českém rozhlasu v roce 2000 jako třídílná adaptace. Překlad: Vladimír Vendyš, dramatizace: Petra Ušelová, dramaturgie: Jana Paterová, hudba: Michal Rataj, režie: Markéta Jahodová. Osoby a obsazení: Štěpa Gordonová (Vilma Cibulková), Marie Llewelynová (Petra Špalková), Martin Hallam (Jan Hartl), jeho teta (Stella Zázvorková), Adolf Blanc (Ladislav Frej), Johathan Brockett (Pavel Soukup), Valérie Seymourová (Valérie Zawadská), soudce (Petr Kostka), žalobce (Ladislav Mrkvička), Lady Anna, Štěpina matka (Gabriela Vránová), slečna Puddletonová (Miroslava Hozová), velitelka Breakspearová (Marta Kučírková), Wanda (Ilona Svobodová), Barbora (Eva Prchalová), novináři (Tomáš Pavelka, Pavel Šimčík, Jan Španbauer) a další.